# Rough Mix
Albums par Pete Townshend
Who Came First
(1972) Empty Glass
(1980)
Albums par Ronnie Lane
Mahoney's Last Stand (Avec Ron Wood)
(1975) See Me
(1980)
Rough Mix est un album issu de la collaboration entre Pete Townshend (guitariste des Who) et Ronnie Lane (bassiste des Faces), sorti en 1977.

## Titres
1. My Baby Gives It Away (Townshend) – 4:02
2. Nowhere to Run (Lane) – 3:17
3. Rough Mix (Lane, Townshend) – 3:12
4. Annie (Clapton, Lambert, Lane) – 2:56
5. Keep Me Turning (Townshend) – 3:46
6. Catmelody (Lambert, Lane) – 3:12
7. Misunderstood (Townshend) – 3:01
8. April Fool (Lane) – 3:34
9. Street in the City (Townshend) – 6:07
10. Heart to Hang Onto (Townshend) – 4:29
11. Till the Rivers All Run Dry (Holyfield, Williams) – 3:54

### Titres bonus
1. Only You (Lane) – 4:29
2. Good Question (Townshend) – 3:34
3. Silly Little Man (Lane) – 3:44

## Musiciens
- Pete Townshend & Ronnie Lane : guitare acoustique, guitare électrique, basse, mandoline, ukulélé, chant
- Eric Clapton : guitare et dobro Sur "Rough Mix", "Annie", "April Fool" et "Till the Rivers All Run Dry"
- Graham Lyle : guitare 12 cordes acoustique sur  "Annie"
- Boz Burrell : basse sur "Heart to Hang Onto" et "Till the Rivers All Run Dry"
- Cris Laurence : basse sur "Street in the City"
- David Marquee : contrebasse sur "Annie" and "April Fool"
- Charlie Watts : batterie sur "My Baby Gives It Away" et "Catmelody"
- Henry Spinetti : batterie sur "Nowhere to Run", "Rough Mix", "Keep Me Turning", "Heart to Hang Onto" and "Till the Rivers All Run Dry"
- Julian Diggle : percussions sur "Misunderstood"
- Billy Nicholls : chant sur "Till the Rivers All Run Dry"
- Ian Stewart : piano sur "Catmelody"
- John Bundrick : orgue, Fender Rhodes sur "Nowhere to Run", "Rough Mix", "Keep Me Turning" et "Heart to Hang Onto"
- Mel Collins : saxophone sur "Catmelody"
- John Entwistle : cor sur "Heart to Hang Onto" et chant sur "Till the Rivers All Run Dry"
- Peter Hope Evans : harmonica sur "Nowhere to Run" et "Misunderstood"
- Benny Gallagher : accordéon sur "Annie"
- Edwin Astley : orchestrations sur "Street in the City"
- Tony Gilbert : chef d'orchestre sur "Street in the City"
- Charlie Hart : violon sur "Annie"
- Charles Vorsanger : second violon sur "Street in the City"
- Steve Shingles : premier alto sur "Street in the City"
- Chris Green : premier violoncelle sur "Street in the City"